# سون ميونغ سن
سون ميونغ سن (بالهانغل: 손명순، وبالهانجا: 孫命順. ولدت في 6 ديسمبر 1928 - 
7 مارس 2024) هي السيدة الأولى لكوريا الجنوبية من سنة 1993 إلى سنة 1998، وزوجة الرئيس كم يونغ سام سابع رؤساء كوريا الجنوبية.